# 杜加斯 (亞利桑那州)
杜加斯（英語：Dugas）是位於美國亞利桑那州亞瓦派縣的一個非建制地區。該地的面積和人口皆未知。

## 地理
杜加斯的座標為34°21′43″N 111°58′43″W / 34.36194°N 111.97861°W，而該地的平均海拔高度為1200米（即3937英尺）。